# 언세드
《언세드》(영어: The Unsaid)는 미국에서 제작된 톰 매클로클린 감독의 2001년 심리 스릴러 영화이다. 앤디 가르시아 등이 출연하였고, 톰 베리 등이 제작에 참여하였다.

## 줄거리
정신과 의사 마이클이 아내와 딸 셸리의 학교 연극을 관람하던 시각에 우울증을 앓던 아들 카일이 집에서 자살한다. 가정이 붕괴되면서 마이클은 아내와 이혼하고 진료도 그만둔다.
그러나 옛 제자 바버라의 간청으로 마이클은 카일을 떠올리게 하는 17살 소년 토머스 "토미"를 상담하게 된다. 토미는 아버지가 어머니를 살해하는 장면을 목격했으며 여성과의 신체 접촉에 폭력적으로 반응한다.

## 출연
- 앤디 가르시아
- 빈센트 카사이저
- 트레버 블루머스
- 린다 카덜리니
- 샘 보텀스
- 오거스트 셸런버그
- 첼시 필드
- 브렌던 플레처
- 테리 폴로

## 기타 제작진
- 공동 제작: 앨릭스 캠벨, 스테펀 우도슬로스키
- 배역: 코린 메이어스, 메리 마지오타, 캐런 마지오타, 브렌다 매코믹, 앤 테이트
- 미술: 그레고리 볼턴
- 의상: 조디 린 틸런